# Кнорринг
фон Кнорринг (швед. von Knorring) — баронский и дворянский род, происходящий от Генриха Кнорринга, владевшего поместьями в Курляндии около середины XVI века.
Его потомство разделилось на несколько линий, из которых одна, получившая в Швеции баронский титул, была внесена в матрикулы дворян Великого княжества Финляндского. К одной из линий, оставшихся в Прибалтике, принадлежал Богдан Фёдорович Кнорринг. Род Кнорринг внесён в дворянские матрикулы всех трёх Прибалтийских губерний.
Именным Высочайшим указом (11 октября 1907) гофмейстеру Высочайшего двора Алексею фон-Кноррингу, в должности шталмейстера Высочайшего двора Альфреду и Константину фон-Кноррингам, в звании камергера Высочайшего двора Михаилу фон-Кноррингу, полковникам Владимиру и Андрею фон-Кноррингам, штабс-ротмистру Николаю фон-Кноррингу, почётному мировому судье Густаву фон-Кноррингу и дворянину Понтусу фон-Кноррингу, с нисходящих их потомством, дозволено пользоваться в России баронским титулом.

## Представители рода Кнорринг
- Кнорринг, Богдан Фёдорович (1-й) (1744—1825) — генерал от инфантерии.
  - Кнорринг, Карл Богданович (1774—1817) — генерал-майор.
- Кнорринг, Карл Фёдорович (2-й) (1748?—1820) — генерал-лейтенант.
  - Кнорринг, Владимир Карлович (1784—1864) — генерал-адъютант, генерал от инфантерии.
    - Кнорринг, Александр Владимирович (1822—1882) — генерал-лейтенант.
    - Кнорринг, Карл Владимирович (1823—1871) — тайный советник, дипломат, чрезвычайный посланник и полномочный министр в Нидерландах.
      - Кнорринг, Людвиг Карлович (1859—1930) — шталмейстер, действительный статский советник.

  - Кнорринг, Яков Карлович (1789—1862) — действительный статский советник.
- Кнорринг, Фёдор Фёдорович (1758 — после 1815) — майор
  - Кнорринг, Александр Фёдорович (1802 — после 1848) — генерал-майор (с 1845)
  - Кнорринг, Иван Фёдорович (1803—1880) — генерал-майор, действительный статский советник; Георгиевский кавалер (полковник; № 7426; 12 января 1846)
    - Кнорринг, Фёдор Иванович (1838—1883) — отдельный цензор в Киеве по внутренней цензуре, статский советник
- Кнорринг, Отто Фёдорович (3-й) (1759—1812) — генерал-майор.
- Кнорринг, Роман Иванович (1803—1876) — генерал от артиллерии
  - Кнорринг, Владимир Романович (1861—1938) — генерал-лейтенант.
  - Кнорринг, Андрей Романович (1862—1918) — генерал-лейтенант (с 1916).
- Кнорринг, Владимир Иванович  — генерал-лейтенант (с 1861); Георгиевский кавалер (полковник; № 7169; 17 декабря 1844)
- Кнорринг, Николай Иванович (1810—?) — генерал-майор (с 1862); Георгиевский кавалер (полковник; № 9705; 26 ноября 1855)
- Кнорринг, Эдуард Иванович (1804—1855) — генерал-майор; Георгиевский кавалер (№ 8600; 26 ноября 1851)
- Кнорринг, Николай Николаевич (1880—1967) — русский историк и критик.
  - Кнорринг, Ирина Николаевна (1906—1943) — русская поэтесса.
- Кнорринг, Иван Фёдорович (1797—1855) — действительный статский советник, чиновник Министерства финансов
- Кнорринг, Иван Фёдорович (1824—1895) — директор Санкт-Петербургских гимназий (в 1862—1864 — 6-й гимназии; с 1864 — Ларинской гимназии).
  - Кнорринг, Фёдор Иванович (1854—1914) — тайный советник, инженер путей сообщения, строитель Уссурийской железной дороги (1896—1898); начальник Забайкальской железной дороги (1907—1914) и начальник работ по постройке второго пути Кругобайкальской линии Байкал-Култук-Танхой[2][3].
- Кнорринг, Алексей Густавович (1854—1922) — гофмейстер, тайный советник.

также
- Кнорринг, Надежда Ивановна (1825—1895) — в замужестве Нарышкина, светская львица, во втором браке супруга Александра Дюма-сына. Фигурировала в громком деле Сухово-Кобылина.
- Кнорринг, Ольга Эвертовна (до 1917 — фон Кнорринг; 1887—1978) — русская и советская учёная-ботаник, специалист по систематике семейства Губоцветные.
- Кнорринг, Софья Маргарита (1797—1848) — шведская романистка
- Кнорринг, Франс Петер фон (1792—1875) — общественный деятель Аландских островов.

В списках Кавалеров ордена Святого Георгия IV класса значатся:
- Кнорринг, Александр Фёдорович; ротмистр; № 6629; 5 декабря 1841
- Кнорринг, Владимир Владимирович; подполковник; № 3503; 6 июня 1821
- Кнорринг, Густав Иванович (1738—1804) — инженер-генерал (с 20.06.1799);
- Кнорринг, Егор Андреевич фон; майор; № 10136; 26 ноября 1858
- Кнорринг, Иван Евстафьевич; полковник; № 378; 26 ноября 1783